# Amazonフレッシュ
Amazonフレッシュ（英語: AmazonFresh）とはAmazon.comが展開する生鮮食品配送サービス。2007年にアメリカ合衆国の一部地域でサービスが開始され、イギリス、日本、ドイツでも展開している。
日本ではAmazon.comの日本法人であるアマゾンジャパン合同会社が2017年4月21日にサービス開始。生鮮食品・飲料・お酒・専門店グルメから日用品、ベビー用品や雑貨まで、計10万点以上の商品が対象で、注文から最短約2時間で配送する。
1回の最低注文金額は4,000円から。配送料は1回の注文金額が10,000円以上の場合は無料。4,000円以上10,000円未満の場合には390円のフレッシュ配送料が掛かる。また1時間単位の配達時間帯（地域限定）を選んだ場合は追加料金500円が掛かる（価格はすべて税込）。
2024年6月4日まではフレッシュサービスを利用するには、AmazonプライムまたはPrime Studentの会員登録および年会費が必要だった。同月5日からは配送料が200円追加でかかるが、プライム会員ではなくても、同サービスを利用することが可能となった。

## 日本の対象地域
Amazonフレッシュで配送する商材は3温度(常温、冷蔵、冷凍)設備を設けた物流拠点「アマゾン川崎FC」で集約・管理され、配送拠点も活用して出荷される。
2021年11月時点で、配送地域は東京区部（北西部の北区・板橋区・豊島区・中野区・練馬区を除く）と調布市・狛江市、神奈川県川崎市と横浜市（南西部の瀬谷区・泉区・戸塚区・港南区・栄区・金沢区を除く）、千葉県浦安市・市川市である。